# 르 데생
《르 데생》(Le Dessin)은 프랑스의 그래픽노블 작가 마르크앙투안 마티외의 작품으로, 2001년 델쿠르 출판사에 의해 발표되었다.
이 작품은 2001년 시에르 페스티벌에서 최고 작품상을 수상했다.